# Silvano Ciampi
Silvano Ciampi (Maresca, San Marcello Pistoiese, 22 de febrero de 1932) fue un ciclista italiano que fue profesional entre 1957 y 1965. En su palmarés destacan dos etapas del Giro de Italia.

## Palmarés
- 1957
  - 1º en el Giro del Piamonte
  - 1º en el Gran Premio de la Industria y el Comercio de Prato
  - 1º en el Trofeo Matteotti
  - Vencedor de una etapa del Giro de Sicilia
- 1958
  - Vencedor de una etapa del Giro de Italia
- 1959
  - 1º en el Giro de los Apeninos
  - 1º en el Giro de la Romagna
  - 1º en el Giro del Piemonte
- 1960
  - 1º en el Trofeo Longines, con Guido Carlesi, Emile Daems, Rolf Grafo y Alfredo Sabbadin
- 1961
  - Vencedor de 2 etapas de la Roma-Nápoles-Roma
  - Vencedor de una etapa del Giro de Italia
- 1962
  - 1º en el Giro de la Campania

### Resultados al Giro de Italia
- 1958. Abandona (10.ª etapa). Vencedor de una etapa
- 1959. 80.º de la clasificación general
- 1960. Abandona
- 1961. Abandona. Vencedor de una etapa
- 1962. Abandona
- 1963. 50.º de la clasificación general
- 1964. 54.º de la clasificación general